# Албіон Гроуп
"Албіон Гроуп", чеська компанія, яка займається  виробництвом і установкою басейнів та покрівельних робіт. Компанія також продає джакузі, сауни, плавальні аксесуари для басейнів, очищення стічних вод і водойм. В 2005 році засновано дочірнє підприємство «Албіон Гроуп УКРАЇНА»  з виробництвом басейнів і продажем павільйонів на її території. Наразі компанія має 19 офісів по всій території України. В 2004 році "Албіон Гроуп" перший в світі запровадив серійне виробництво павільйонів для басейнів. В 2007 році компанія стала найбільшим виробником павільйонів для басейнів в Європі.

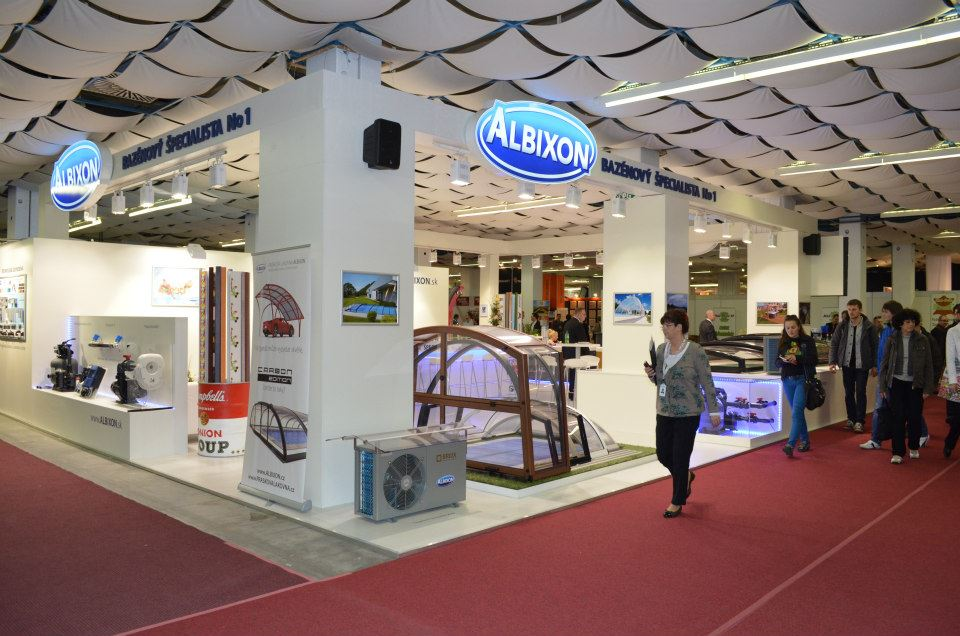
Албіон Гроуп на виставці Incheba EXPO Bratislava 2013

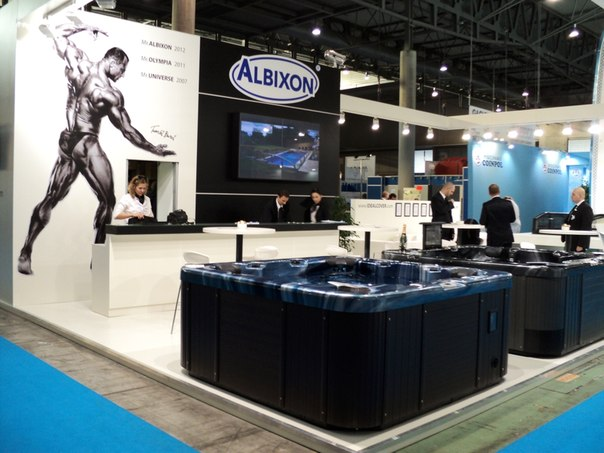
Албіон Гроуп на виставці в Барселоні

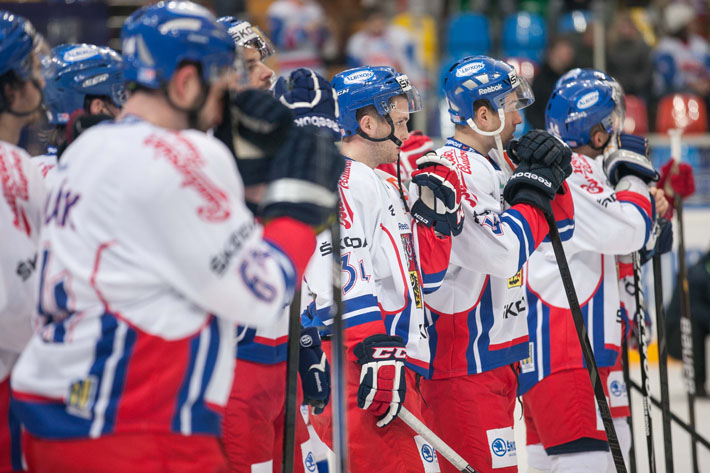
Альбіон Гроуп є спонсором Чеської збірної з хокею. Логотип на шоломах гравців.

## Історія
| Рік  | |
| ---- | --- |
| 1990 | Компанія «Albion group» заснована в Чехії Лібором і Ярославом Сметана. Спочатку виробничий асортимент складався з басейнів. Трохи пізніше до них додалися і павільйони.          |
| 2004 | запущено перше в світі серійне виробництво павільйонів в коробках під торговою маркою IDEALCOVER.                                                                                |
| 2005 | засновано дочірнє підприємство «Албіон Гроуп УКРАЇНА» з виробництвом басейнів і продажем павільйонів на її території. Сьогодні компанія має 19 офісів по всій території України. |
| 2006 | нове розширення - BRILIX - гідромасажні ванни і устаткування для басейнів. |
| 2007 | компанія своєю активністю стає найбільшим виробником басейнів і павільйонів в Європі.                                                                                            |
| 2008 | на виробництво було запущено автономні каналізаційні споруди Bio-CWT [Архівовано 29 березня 2019 у Wayback Machine.] і септики.                                                  |
| 2012 | Албіон Гроуп в Горжовіцах (Чехія) відкрив найбільший завод порошкового фарбування в Європі. Виробництво заводу обійшлось в $7.5 млн.                                             |

## Статистика компанії
- Потужність виробництва павільйонів — 12 000 шт. на місяць.
- Потужність виробництва басейні — понад 2 000 шт. на рік.
- Виробничі та складські приміщення площею понад 50 000 м2.
- Інженерно-конструкторський центр на площі 1200 м2.[4]